# Julie de Mestral-Combremont
Julie de Mestral-Combremont (12 februari 1863 - 16 december 1954) was een Zwitserse schrijfster en vertaalster.

## Biografie
Julie de Mestral-Combremont was actief als Franstalig schrijfster en als vertaalster. Ze schreef romans en vertaalde Engelse werken in het Frans.

## Werken
Eigen werken
- (fr)  Le Fantôme du bonheur, 1907.
- (fr)  Le Miroir aux alouettes, 1909.
- (fr)  Une déesse des romantiques. Madame Louise Colet, 1912.
- (fr)  Une merveille de l'architecture française au XVIe siècle: la sculpture à l'église de Brou, 1912.
- (fr)  La belle madame Colet, 1913.
- (fr)  Vinet, esquisse de sa physionomie morale et religieuse, 1930.
- (fr)  Vies données... Vies retrouvées. Les diaconesses de Saint-Loup, 1932.
- (fr)  Destins de femmes, 1935.
- (fr)  Jean-Frédéric Oberlin, 1935.
- (fr)  Une mère, 1935.
- (fr)  La Maréchale Catherine Booth Clibborn, 1941.
- (fr)  La Noble vie d'une femme : Joséphine Butler, 1942.
- (fr)  Zaza, 1943.
- (fr)  La Carrière d'André Carnégie, 1945.
- (fr)  Albertine Necker de Saussure, 1766-1841, Payot, 1946, 195 p. (over Albertine Necker de Saussure).

Vertalingen
- (fr)  Des ombres qui passent, 1899 (van Beatrice Harraden).
- (fr)  L'erreur d'aimer, 1906 (vertaling van The Marriage of William Ashe van Mary Augusta Arnold Ward).
- (fr)  Une autobiographie, 1907 (vertaling van Autobiography van Herbert Spencer).
- (fr)  Sir George Tressady, 1912 (van Mary Augusta Arnold Ward).

- Bibliothèque nationale de France: cb12351795p (data)
- Gemeinsame Normdatei: 1186421509
- International Standard Name Identifier: 0000 0001 1742 5935
- Nationale Bibliotheek van Israël: 987007265349805171
- Nederlandse Thesaurus van Auteursnamen: 130328863
- Réseau des bibliothèques de Suisse occidentale: 02-A003587496
- Système universitaire de documentation: 067024696
- Virtual International Authority File: 10342823
- WorldCat: E39PBJqBtvVW7gkVMxBqdYV9jC